# Élections au Parlement de Galice de 1997
Les élections au Parlement de Galice de 1997 (en espagnol : elecciones al Parlamento de Galicia de 1997, en galicien : eleccións ao Parlamento de Galicia de 1997) se tiennent le dimanche 19 octobre 1997, afin d'élire les 75 députés de la Ve législature du Parlement de Galice pour un mandat de quatre ans.
Pour la troisième fois consécutive, le Parti populaire remporte la majorité absolue, obtient de nouveau plus de 50 % des suffrages exprimés et dépasse largement les 800 000 suffrages grâce au soutien massif des expatriés, le président de la Junte Manuel Fraga ne souffrant ni de l'usure du pouvoir ni de son âge. Le Bloc nationaliste galicien devient la principale force de l'opposition grâce à un discours plus modéré qui lui permet de conquérir l'électorat urbain, supplantant le Parti socialiste, dont la coalition avec deux petits partis et la campagne très agressive se révèlent contre-productive.
Six semaines après la tenue du scrutin, Manuel Fraga est investi pour un troisième mandat à la présidence de la communauté autonome.

## Contexte
Marquées par un record de participation, les élections régionales du 17 octobre 1993 voient la victoire du Parti populaire (PP) du président de la Junte Manuel Fraga avec 52 % des voix et 43 députés, soit la majorité absolue en voix et en sièges, signant son quatrième succès électoral consécutif. Le Bloc nationaliste galicien (BNG) est l'autre grand vainqueur : avec 18 % des suffrages et 13 députés, il embarque tout le spectre électoral du nationalisme galicien et les déçus de la social-démocratie. À l'inverse, victime de ses dissensions internes, le Parti socialiste (PSdeG-PSOE) subit un revers avec 24 % des voix et 19 députés.
Le 1er décembre, Manuel Fraga est investi pour un deuxième mandat par 43 voix pour et 32 voix contre, les partis de gauche lui refusant leur confiance. Il prête serment le 10 décembre. Il dévoile le 7 décembre la composition de son nouveau gouvernement, qui est assermenté quatre jours plus tard.

## Mode de scrutin

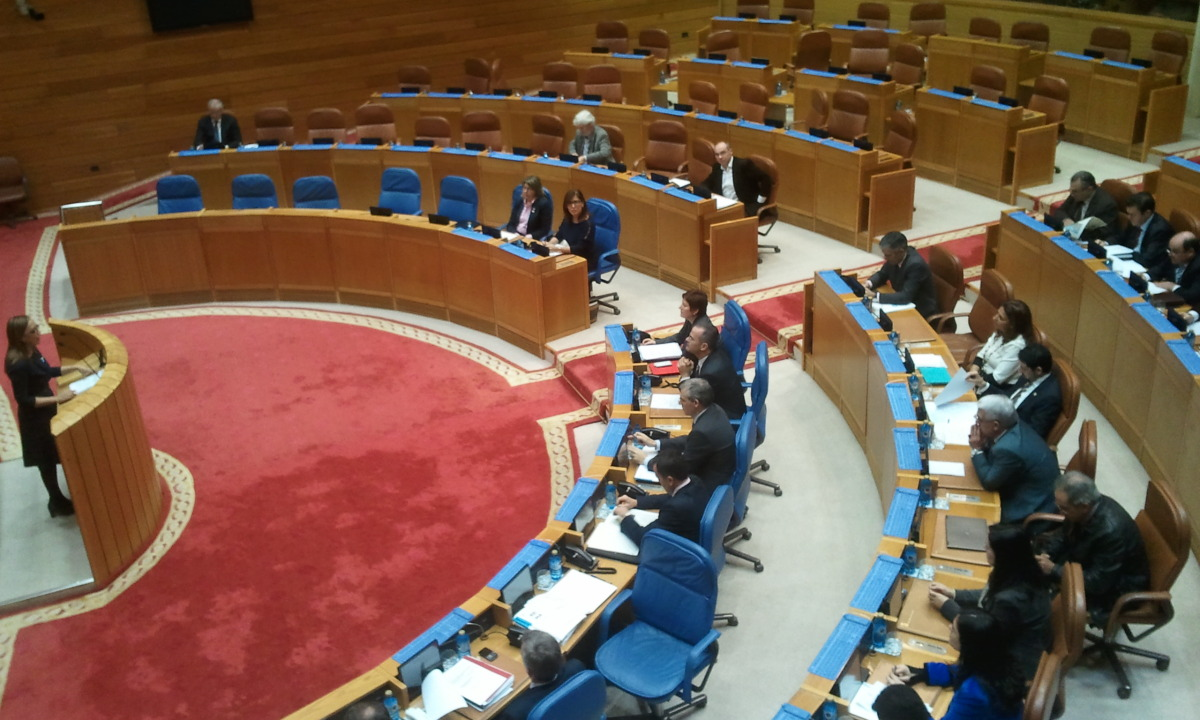
Hémicycle du Parlement de Galice.

Le Parlement de Galice (Parlamento de Galicia) est une assemblée parlementaire monocamérale constituée de 75 députés (diputados), élue pour une législature de quatre ans au suffrage universel direct selon les règles du scrutin proportionnel D'Hondt par l'ensemble des personnes résidant dans la communauté autonome où résidant momentanément à l'extérieur de celle-ci, si elles en font la demande.

### Convocation du scrutin
Conformément à l'article 11 du statut d'autonomie, le Parlement est élu pour un mandat de quatre ans. L'article 12 de la loi électorale galicienne du 13 août 1985 précise que les élections sont convoquées au moyen d'un décret du président de la Junte de Galice, publié au Journal officiel. La première disposition finale de cette même loi dispose que loi électorale relative au Congrès des députés s'applique pour tout ce qu'elle-même ne prévoit pas.

### Nombre de députés par circonscription
Puisque l'article 11 du statut d'autonomie ne prévoit aucun nombre minimal de députés, l'article 9 de la loi électorale indique que le nombre de parlementaires est fixé à 75 et attribue à chaque circonscription 10 sièges d'office, les 35 mandats restant étant distribués en fonction de la population provinciale. L'article 11 du statut énonce en effet que « Dans tous les cas, la province sera la circonscription électorale. ».
Le décret de convocation des élections, publié le , dispose que les sièges sont répartis ainsi : 
| Circonscriptions | Députés |
| ---------------- | ------- |
| La Corogne       | 24      |
| Lugo             | 15      |
| Ourense          | 14      |
| Pontevedra       | 22      |

### Présentation des candidatures
Peuvent présenter des candidatures, : 
- les partis ou fédérations politiques enregistrées auprès du registre des associations politiques du ministère de l'Intérieur ;
- les coalitions électorales de ces mêmes partis ou fédérations dûment constituées et inscrites auprès de la commission électorale au plus tard 10 jours après la convocation du scrutin ;
- et les électeurs de la circonscription, à condition de représenter au moins 1 % des inscrits.

### Répartition des sièges
Seules les listes ayant recueilli au moins 5 % des suffrages valides — ce qui inclut les bulletins blancs — dans une circonscription peuvent participer à la répartition des sièges à pourvoir dans cette circonscription, qui s'organise en suivant différentes étapes, : 
- les listes sont classées en une colonne par ordre décroissant du nombre de suffrages obtenus ;
- les suffrages de chaque liste sont divisés par 1, 2, 3... jusqu'au nombre de députés à élire afin de former un tableau ;
- les mandats sont attribués selon l'ordre décroissant des quotients ainsi obtenus.

Lorsque deux listes obtiennent un même quotient, le siège est attribué à celle qui a le plus grand nombre total de voix ; lorsque deux candidatures ont exactement le même nombre total de voix, l'égalité est résolue par tirage au sort et les suivantes de manière alternative.

## Campagne

### Principales forces politiques
| Force politique | Force politique | Force politique            | Chef de file                         | Idéologie                                                                            | Résultats en 1997           |
| --------------- | --- | -------------------------- | ------------------------------------ | ------------------------------------------------------------------------------------ | --------------------------- |
|                 | Parti populaire (es) Partido Popular | PP                         | Manuel Fraga (Président de la Junte) | Centre droit à droite Conservatisme, démocratie chrétienne, libéralisme, galléguisme | 52,14 % des voix 43 députés |
|                 | Parti des socialistes de Galice-PSOE-Esquerda Unida-Gauche de Galice (es)-Les Verts (gl) Partido dos Socialistas de Galicia-PSOE–Esquerda Unida-Esquerda de Galicia–Os Verdes | PSdeG-PSOE/EU-EG/Os Verdes | Abel Caballero                       | Centre gauche Social-démocratie, progressisme, galléguisme, écologie politique       | 24,00 % des voix 19 députés |
|                 | Bloc nationaliste galicien (gl) Bloque Nacionalista Galego | BNG                        | Xosé Manuel Beiras                   | Gauche Nationalisme galicien, nationalisme de gauche, socialisme démocratique        | 18,38 % des voix 13 députés |

## Résultats

### Voix et sièges

#### Total régional
|                          |                                  |           |        |      |        |               |  |  |  |
| Parti                    | Parti                            | Voix      | %      | +/-  | Sièges | +/-           |  |  |  |
|                          | Parti populaire (PP)             | 832 751   | 52,19  | 0,05 | 42     | 1             |  |  |  |
|                          | Bloc nationaliste galicien (BNG) | 395 435   | 24,78  | 6,40 | 18     | 5             |  |  |  |
|                          | PSdeG-PSOE/EU-EG/Os Verdes       | 310 508   | 19,46  | 4,54 | 15     | 4             |  |  |  |
|                          | Izquierda Unida (IU)             | 13 964    | 0,88   | 2,19 | 0      | en stagnation |  |  |  |
|                          | Democracia Galega (DG)           | 11 538    | 0,72   | Nv   | 0      | en stagnation |  |  |  |
|                          | Autres partis                    | 10 534    | 0,66   |      | 0      | –             |  |  |  |
|                          | Blancs                           | 20 937    | 1,31   | 0,40 |        |               |  |  |  |
|                          |                                  |           |        |      |        |               |  |  |  |
| Suffrages exprimés       | Suffrages exprimés               | 1 595 667 | 99,50  |      |        |               |  |  |  |
| Votes invalides          | Votes invalides                  | 8 064     | 0,50   |      |        |               |  |  |  |
| Total                    | Total                            | 1 603 731 | 100,00 | –    | 75     | en stagnation |  |  |  |
| Abstentions              | Abstentions                      | 961 638   | 37,49  |      |        |               |  |  |  |
| Inscrits / participation | Inscrits / participation         | 2 565 369 | 62,51  |      |        |               |  |  |  |

#### Par circonscription
| Circonscription | Circonscription | La Corogne | La Corogne | La Corogne | La Corogne    | Lugo    | Lugo    | Lugo   | Lugo          | Ourense | Ourense | Ourense | Ourense | Pontevedra | Pontevedra | Pontevedra | Pontevedra    |
| --------------- | --------------- | ---------- | ---------- | ---------- | ------------- | ------- | ------- | ------ | ------------- | ------- | ------- | ------- | ------- | ---------- | ---------- | ---------- | ------------- |
|                 |                 |            |            |            |               |         |         |        |               |         |         |         |         |            |            |            |               |
| Sièges          | Sièges          | 24         | 24         | 24         | en stagnation | 15      | 15      | 15     | en stagnation | 14      | 14      | 14      | 1       | 22         | 22         | 22         | 1             |
|                 |                 |            |            |            |               |         |         |        |               |         |         |         |         |            |            |            |               |
|                 |                 | Nombre     | Nombre     | %          | %             | Nombre  | Nombre  | %      | %             | Nombre  | Nombre  | %       | %       | Nombre     | Nombre     | %          | %             |
| Inscrits        | Inscrits        | 1 043 793  | 1 043 793  | 100,00     | 100,00        | 352 011 | 352 011 | 100,00 | 100,00        | 344 604 | 344 604 | 100,00  | 100,00  | 824 961    | 824 961    | 100,00     | 100,00        |
| Abstentions     | Abstentions     | 405 896    | 405 896    | 38,89      | 38,89         | 123 254 | 123 254 | 35,01  | 35,01         | 125 198 | 125 198 | 36,33   | 36,33   | 307 290    | 307 290    | 37,25      | 37,25         |
| Votants         | Votants         | 637 897    | 637 897    | 61,11      | 61,11         | 228 757 | 228 757 | 64,99  | 64,99         | 219 406 | 219 406 | 63,67   | 63,67   | 517 671    | 517 671    | 62,75      | 62,75         |
| Nuls            | Nuls            | 3 300      | 3 300      | 0,52       | 0,52          | 1 294   | 1 294   | 0,57   | 0,57          | 1 077   | 1 077   | 0,49    | 0,49    | 2 393      | 2 393      | 0,46       | 0,46          |
| Exprimés        | Exprimés        | 634 597    | 634 597    | 99,48      | 99,48         | 227 463 | 227 463 | 99,43  | 99,43         | 218 329 | 218 329 | 99,51   | 99,51   | 515 278    | 515 278    | 99,54      | 99,54         |
|                 |                 |            |            |            |               |         |         |        |               |         |         |         |         |            |            |            |               |
| Partis          | Partis          | Voix       | %          | Sièges     | +/−           | Voix    | %       | Sièges | +/−           | Voix    | %       | Sièges  | +/−     | Voix       | %          | Sièges     | +/−           |
|                 | PP              | 316 003    | 49,80      | 13         | en stagnation | 131 270 | 57,71   | 9      | en stagnation | 123 697 | 56,66   | 8       | 1       | 261 781    | 50,80      | 12         | en stagnation |
|                 | BNG             | 166 556    | 26,25      | 6          | 1             | 44 992  | 19,78   | 3      | 1             | 46 502  | 21,30   | 3       | 1       | 137 385    | 26,66      | 6          | 2             |
|                 | PSdeG/EU-EG/OV  | 127 587    | 20,11      | 5          | 1             | 43 082  | 18,94   | 3      | 1             | 42 757  | 19,58   | 3       | 1       | 97 082     | 18,84      | 4          | 1             |
|                 | Autres          | 15 681     | 2,47       |            |               | 5 588   | 2,46    |        |               | 3 295   | 1,51    |         |         | 11 472     | 2,22       |            |               |
|                 | Blanc           | 8 770      | 1,38       | 2 531      | 1,11          | 2 078   | 0,95    | 7 558  | 1,47          |         |         |         |         |            |            |            |               |

## Analyse

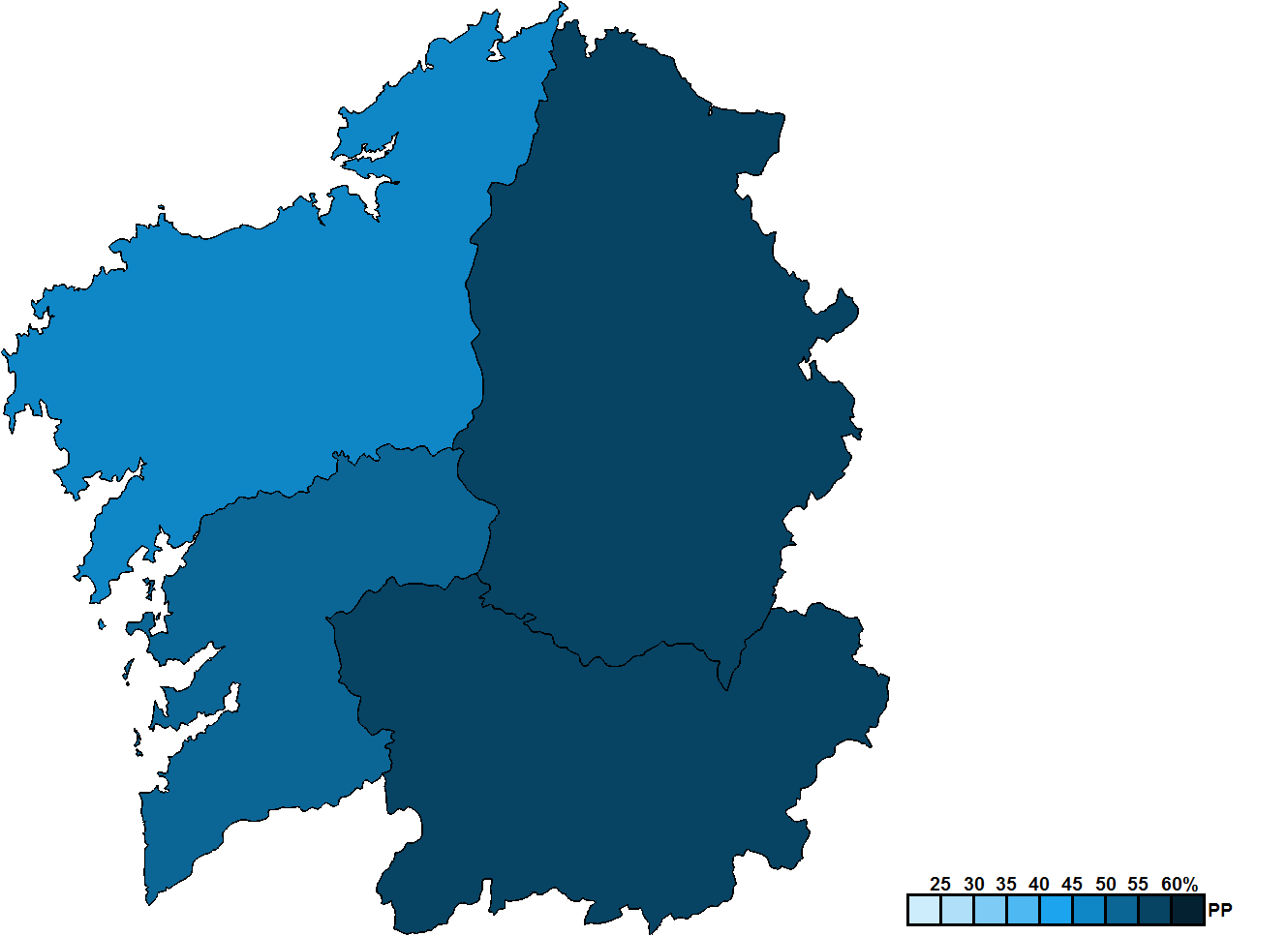
Parti arrivé en tête par circonscription et intensité de son score.

La météo pluvieuse ne décourage pas la participation des Galiciens hors expatriés, puisqu'ils sont 66,3 % des inscrits à se rendre aux urnes. Parmi les expatriés, dont les inscriptions sur les listes électorales ont augmenté de 55 % grâce aux subventions accordées par la Junte de Galice et à l'activisme des militants du Parti populaire (PP), un peu moins d'un quart participent au scrutin depuis l'étranger.
Le Parti populaire du président de la Junte Manuel Fraga obtient sa troisième majorité absolue consécutive, pour la seconde fois avec plus de 50 % des voix. Jamais, depuis la Transition, une personnalité avait enchaîné deux succès de cette ampleur. Bien qu'il dirige la communauté autonome depuis huit ans, Manuel Fraga ne subit pas l'usure du pouvoir et n'est pas handicapé par son âge de 74 ans. Il profite de la forte hausse de la participation, notamment dans le secteur rural, traditionnel bastion du PP, ce qui lui permet d'atteindre plus de 57 % des voix dans la circonscription de Lugo. Grâce au vote des expatriés, qui le soutiennent à 68,6 %, le PP pulvérise son record en voix et dépasse largement les 800 000 suffrages.
Grâce à un discours plus modéré et un programme social-démocrate, le Bloc nationaliste galicien (BNG) de Xosé Manuel Beiras parvient à atteindre la deuxième place des forces politiques régionales avec 19 députés initialement. Étant le seul à progresser en sièges par rapport à 1993, il devient la principale formation d'opposition en conquérant le vote de la gauche urbaine, notamment parmi les classes moyennes et les jeunes. Après le recompte des votes des expatriés, il perd son septième siège de député de La Corogne et fait finalement élire 18 parlementaires.
La coalition entre le Parti socialiste (PSdeG-PSOE), la Gauche de Galice (EU-EG) et Les Verts (OV), première tentative de former l'équivalent espagnol de « L'Olivier » italien, se solde par un échec. Composée d'un grand parti et de deux petites formations extra-parlementaires sans réel poids électoral, la coalition échoue à faire perdre la majorité absolue au PP et se voit devancée par le BNG. Elle est victime à la fois d'avoir choisi comme candidat Abel Caballero, ancien ministre peu connu des électeurs à l'inverse de ses principaux concurrents, et d'avoir tenu un discours virulent et catastrophiste loin des problématiques du quotidien des Galiciens.

## Conséquences
Le 15 novembre 1997, à trois semaines de la séance d'investiture, le Parti socialiste désigne le député Emilio Pérez Touriño comme futur porte-parole de son groupe parlementaire en lieu et place de son chef de file électoral Abel Caballero, cantonné au rôle honorifique de président du groupe.
À l'issue du débat d'investiture, Manuel Fraga est investi le 3 décembre suivant président de la Junte de Galice pour un troisième mandat consécutive, par 42 voix pour et 33 voix contre, seul le Parti populaire lui accordant sa confiance. Il prête serment devant le Parlement, en présence notamment du vice-président du gouvernement espagnol Rodrigo Rato, le 9 décembre. Son nouvel exécutif de 12 membres est assermenté dès le lendemain.